# Thaiföldi labdarúgó-válogatott
A thaiföldi labdarúgó-válogatott Thaiföld nemzeti csapata, amelyet a thaiföldi labdarúgó-szövetség (thai nyelven: สมาคมฟุตบอลแห่งประเทศไทย ในพระบรมราชูปถัมภ์, magyar átírásban: Szamakhom Futbon Heng Prathet Thai Nai Phraborom Racsupatham) irányít.

## Nemzetközi eredmények

### Világbajnoki szereplés
- 1930-1970: Nem indult
- 1974-2018: Nem jutott be.

### Ázsia-kupa-szereplés
- 1956: Nem indult
- 1960: Nem indult
- 1964: Nem indult
- 1968: Nem jutott be
- 1972: Bronzérmes
- 1976: Visszalépett
- 1980: Nem jutott be
- 1984: Nem jutott be
- 1988: Nem jutott be
- 1992: Csoportkör
- 1996: Csoportkör
- 2000: Csoportkör
- 2004: Csoportkör
- 2007: Csoportkör
- 2011: Nem jutott be
- 2015: Nem jutott be

## Játékosok

### Jelenlegi keret
| No. | P. | Név                     | Születési dátum (Kor) | Vál. | Gól. | Jelenlegi klub            |
| --- | -- | ----------------------- | --------------------- | ---- | ---- | ------------------------- |
| 1   | K  | Sivaruck Tedsungnoen    | 1984. április 20.     | 4    | 0    | Thailand Tobacco Monopoly |
| 18  | K  | Kosin Hathairattanakool | 1982. március 23.     | 31   | 0    | Chonburi FC               |
| 2   | V  | Suttinan Phuk-hom       | 1987. november 29.    | 1    | 0    | Chonburi FC               |
| 3   | V  | Natthaphong Samana      | 1984. június 29.      | 11   | 1    | Chonburi FC               |
| 4   | V  | Jetsada Jitsawad        | 1980. augusztus 5.    | 28   | 0    | Thailand Tobacco Monopoly |
| 5   | V  | Prat Samakrat           | 1985. október 31.     | 2    | 1    | BEC Tero Sasana           |
| 6   | V  | Nattaporn Phanrit       | 1982. január 11.      | 25   | 2    | Chonburi FC               |
| 12  | V  | Niweat Siriwong         | 1977. július 18.      | 84   | 3    | BEC Tero Sasana           |
| 16  | V  | Kiatprawut Saiwaeo      | 1986. január 24.      | 9    | 1    | Manchester City           |
| 7   | KP | Arthit Sunthornpit      | 1984. április 19.     | 1    | 0    | Chonburi FC               |
| 8   | KP | Chaiwut Wattana         | 1981. július 14.      | 5    | 0    | TOT FC                    |
| 10  | KP | Tawan Sripan            | 1971. december 13.    | 140  | 20   | BEC Tero Sasana           |
| 14  | KP | Tana Chanabut           | 1984. június 6.       | 8    | 2    | Coke-Bangpra              |
| 15  | KP | Pichitphong Choeichiu   | 1982. augusztus 18.   | 21   | 2    | Krung Thai Bank           |
| 9   | CS | Sarayoot Chaikamdee     | 1981. szeptember 24.  | 35   | 26   | Krung Thai Bank           |
| 11  | CS | Teerasil Dangda         | 1988. június 6.       | 12   | 5    | Manchester City           |
| 13  | CS | Anon Sangsanoi          | 1984. január 3.       | 3    | 1    | BEC Tero Sasana           |
| 17  | CS | Sutee Suksomkit         | 1978. június 5.       | 52   | 12   | Tampines Rovers           |

### A válogatottban legtöbb gólt szerző játékosok
| #  | Játékos                | Gólok | Időszak             |
| -- | ---------------------- | ----- | ------------------- |
| 1  | Piyapong Piew-on       | 103   | 1981-1997 (FIFA 15) |
| 2  | Kiatisuk Senamuang     | 100   | 1993-2007 (FIFA 65) |
| 3  | Niwat Srisawat         | 55    | 1967-1979           |
| 4  | Jedsada Na Phatthalung | 42    | 1971-1981           |
| 5  | Vithoon Kijmongkolsak  | 32    | 1985-1995           |
| 6  | Worrawoot Srimaka      | 29    | 1996-1999           |
| 7  | Daoyod Dara            | 28    | 1975-1986           |
| 8  | Sarayoot Chaikamdee    | 26    | 2003-               |
| 9  | Suttha Sudsa-ard       | 25    | 1978-?              |
| 9  | Chalor Hongkajorn      | 25    | 1979-1987           |
| 9  | Netipong Srithong-In   | 25    | 1995-1997           |
| 9  | Therdsak Chaiman       | 25    | 1997-2007           |
| 10 | Prapol Tantiyanon      | 23    | 1971-?              |

## Szövetségi kapitányok
- A thaiföldi labdarúgó-válogatott szövetségi kapitányai 1997 óta.

| Név                        | Nemz.       | Időszak                        | Mérkőzések | Győzelem | Döntetlen | Vereség | Díjak                                                                                   |
| -------------------------- | ----------- | ------------------------------ | ---------- | -------- | --------- | ------- | --------------------------------------------------------------------------------------- |
| Withaya Laohakul           | Thaiföld    | 1997-1998                      | 24         | 10       | 9         | 5       |                                                                                         |
| Peter Withe                | Anglia      | 1998-2002                      | 101        | 46       | 25        | 30      | 2000-es ASEAN labdarúgó-bajnokság 2000-es Király-kupa 2002-es ASEAN labdarúgó-bajnokság |
| Carlos Roberto de Carvalho | Brazília    | 2003-04                        | 13         | 6        | 2         | 5       |                                                                                         |
| Chatchai Paholpat          | Thaiföld    | 2004                           | 7          | 1        | 5         | 1       |                                                                                         |
| Sigfried Held              | Németország | 2004                           | 11         | 2        | 4         | 5       |                                                                                         |
| Charnwit Polcheewin        | Thaiföld    | 2005-2008 június               | 39         | 18       | 11        | 10      | 2006-os Király-kupa 2007-es Király-kupa                                                 |
| Peter Reid                 | Anglia      | 2008 augusztus-2009 szeptember | 15         | 8        | 4         | 3       |                                                                                         |
| Bryan Robson               | Anglia      | 2009 szeptember-2011 június    | 18         | 7        | 4         | 7       |                                                                                         |
| Winfried Schäfer           | német       | 2011 június-                   |            |          |           |         |                                                                                         |

## Külső hivatkozások
- Thaiföld a FIFA.com-on Archiválva 2013. június 20-i dátummal a Wayback Machine-ben (angolul)
- Thaiföld az AFC.com-on[halott link] (angolul)
- Thaiföld mérkőzéseinek eredményei az rsssf.com-on (angolul)
- Thaiföld mérkőzéseinek eredményei az EloRatings.net-en[halott link] (angolul)
- Thaiföld a national-football-teams.com-on (angolul)
- Thaiföld mérkőzéseinek eredményei a Roon BA-n (angolul)
- Thaiföld a transfermarkt.de-n (németül)
- Thaiföld a weltussball.de-n (németül)
- Thaiföld a fedefutbol.net-en (spanyolul)